# Liste der Kulturdenkmäler in Kleinsteinhausen
In der Liste der Kulturdenkmäler in Kleinsteinhausen sind alle Kulturdenkmäler der rheinland-pfälzischen Ortsgemeinde Kleinsteinhausen aufgeführt. Grundlage ist die Denkmalliste des Landes Rheinland-Pfalz (Stand: 31. August 2023).

## Einzeldenkmäler
| Bezeichnung           | Lage                                                  | Baujahr                            | Beschreibung                                         | Bild |
| --------------------- | ----------------------------------------------------- | ---------------------------------- | ---------------------------------------------------- | ---- |
| Dorfgemeinschaftshaus | Friedhofstraße 5 Lage                                 | zweite Hälfte des 19. Jahrhunderts | ehemalige Schule, zweite Hälfte des 19. Jahrhunderts | BW   |
| Wegekreuz             | Großsteinhauser Straße, am südlichen Ortsausgang Lage | 1812                               | Wegekreuz, bezeichnet 1812                           | BW   |
| Wegekreuz             | Großsteinhauser Straße, an Nr. 10 Lage                | 1883                               | Wegekreuz auf Altarunterbau, bezeichnet 1883         | BW   |